# اسحاق‌لی
اسحاق‌لی ( ترکی آذربایجانی: Isaqlı) یک منطقهٔ مسکونی در جمهوری آرتساخ است که در استان هادروت واقع شده‌است.